# Ernestine Schumann-Heink
Pour les articles homonymes, voir Schumann (homonymie).
Répertoire
- Lohengrin de Wagner
- L'Anneau du Nibelung de Wagner
- Tristan et Isolde de Wagner
- Le Vaisseau fantôme de Wagner
- Les Maîtres chanteurs de Nuremberg de Wagner

Ernestine Schumann-Heink née Rössler à Prague, le 15 juin 1861 et morte le 17 novembre 1936 à Hollywood, est une cantatrice américaine d'origine autrichienne. Sa voix de contralto à mezzo-soprano lui a permis d'aborder de nombreux rôles d'opéra. Elle est particulièrement connue pour ses nombreuses interprétations des œuvres de Richard Wagner, mais sa notoriété a dépassé les cercles d'amateurs de lyrique.

## Biographie
Ernestine Rössler naît en 1861 à Libeň (en allemand : Lieben), un district de Prague alors situé dans l'empire d'Autriche. Durant ses jeunes années, sa famille, très modeste, déménage souvent, (Vérone, Prague, Podgórze) et c'est à Graz qu'elle prend ses premières leçons de chant, à 13 ans, auprès d'une ancienne chanteuse d'opéra, Marietta von LeClair, et qu'elle chante pour la première fois en 1877, à seize ans, dans la 9e symphonie de Beethoven.
L'année suivante, en octobre 1878, elle fait ses débuts à l'opéra de Dresde dans le rôle d'Azucena du Trouvère de Verdi sous le nom de Tini Rössler (Tini était le surnom que lui donnaient ses parents). En 1882, elle épouse Ernst Heink, secrétaire du Semperoper, avec qui elle a quatre enfants. Les conditions de vie sont rudes, surtout après que son mari l'abandonne.
Engagée en 1883 à l'opéra de Hambourg, où elle restera jusque 1897, elle y chante notamment le rôle de Carmen dans l'opéra éponyme de Bizet, celui de Fidès dans Le Prophète de Meyerbeer et celui d'Ortrud dans Lohengrin de Wagner. Durant cette période, elle fait aussi des tournées dans des festivals ou des concerts en Grande-Bretagne, Norvège et Suède.
Elle divorce en 1893 pour se remarier l'année suivante avec l’acteur Paul Schumann (1859-1904), qui est directeur du Thalia Theater de Hambourg et avec qui elle aura trois autres enfants. Elle poursuit alors sa carrière sous le nom de ses deux maris successifs.
En 1892, sous la direction de Gustav Mahler, elle tient les rôles de Fricka, Erda et Waltraute dans L'Anneau du Nibelung au Royal Opera House de Londres et celui de Brangäne dans Tristan et Isolde. Les rôles wagnériens font sa réputation. Elle y gagne l’estime de Cosima Wagner et chante régulièrement de 1896 à 1914 au Festival de Bayreuth, où elle est, entre autres, Mary du Vaisseau fantôme, Magdalene des Maîtres chanteurs de Nuremberg, Erda, Waltraute, Grimgerde et Siegrune de L'Anneau du Nibelung, ainsi que la Voix céleste de Parsifal. De fait, elle est invitée à se produire sur les plus grandes scènes d'Europe (par exemple à Amsterdam, Londres, Paris et Vienne).
Elle chante pour la première fois au Metropolitan Opera de New York en 1898 (Ortrud de Lohengrin) et s'y produira ensuite pendant plus de trente ans (Fidès dans Le Prophète. Dès 1900, elle fait le premier de ses nombreux enregistrements sur disque phonographique et poursuivra principalement sous les labels Columbia Records, HMV et Victor Records. Nombre d'entre eux ont été réédités sur CD en raison de la qualité de la voix. Elle enregistre de l'opéra, notamment en duo avec Enrico Caruso, mais aussi des lieders.
Veuve, elle épouse en 1905 en troisièmes noces un avocat de Chicago, William Rapp, qui devient son impresario, et elle obtient la nationalité américaine en 1908. Elle s'installe dans la Villa Fidès, dans le New Jersey. Le couple divorcera après dix ans de mariage.
En 1909, elle interprète Clytemnestre lors de la création d'Elektra de Richard Strauss. Pendant la Première Guerre mondiale, au cours de laquelle certains de ses fils combattent des deux côtés du front (un de ses fils est tué sous les couleurs allemandes), elle donne des concerts pour soutenir la Croix-Rouge et d'autres organisations caritatives. "Mother Schuman" est son surnom parmi les soldats.
Elle fait également quelques brèves apparitions dans six films (dont quatre documentaires) et, à Broadway comme en tournée, s'illustre dans une comédie musicale, Love's lottery.
Pour Noël 1926, elle chante pour la première fois Douce nuit, sainte nuit à la radio, en anglais et en allemand, ce qui devient une tradition jusqu'en 1935 et lui donne un statut de star. Elle chante à nouveau au Met en 1926 dans Erda. Ayant perdu presque toute sa fortune lors du krach de 1929, elle est contrainte de continuer à chanter bien qu'elle ait soixante-neuf ans, y compris dans des théâtres de seconde zone. Elle fait ses adieux à la scène le 11 mars 1932, toujours dans le rôle d'Erda de L'Anneau du Nibelung, au Met de New York, à l'âge de soixante-et-onze ans, mais elle tourne encore son propre rôle dans le film musical Le Mirage de l'amour (Here's to romance), sorti en 1935, avec Nino Martini.
Ernestine Schumann-Heink meurt d'une leucémie le 17 novembre 1936, à Hollywood.

## Hommage
Une corona de la planète Vénus porte son nom : la Schumann Heink Corona.

## Discographie
De nombreux airs séparés (EP) existent en 78 tours. En CD et sur les plateformes, on trouve les enregistrements suivants :
- On the air (airs et interview), Pelican records, 1977
- Opera arias and songs (2CD), The Stanford archives, 1998
- Great voices of opera, History, 2001
- Prima voce, Nimbus-Records, 1990